# Bethenhausen
Bethenhausen – miejscowość i gmina w Niemczech, w kraju związkowym Turyngia, w powiecie Greiz, wchodzi w skład wspólnoty administracyjnej Am Brahmetal